# Бексбах
Бексбах (њем. Bexbach) град је у њемачкој савезној држави Сарланд. Једно је од 7 општинских средишта округа Сарпфалц. Према процјени из 2010. у граду је живјело 18.457 становника. Посједује регионалну шифру (AGS) 10045111.

## Географски и демографски подаци
Бексбах се налази у савезној држави Сарланд у округу Сарпфалц. Град се налази на надморској висини од 249 метара. Површина општине износи 31,1 km².

## Становништво
У самом граду је, према процјени из 2010. године, живјело 18.457 становника. Просјечна густина становништва износи 594 становника/km².

## Међународна сарадња
| Мјесто | Држава    | Врста сарадње | Од    |
| ------ | --------- | ------------- | ----- |
|        | САД       | партнерство   | 1979. |
|        | Француска | партнерство   | 1985. |
| Извор  |           |               |       |